# Шилальський район
Шилальський район (Шилальське районне самоврядування; лит. Šilalės rajono savivaldybė) — адміністративна одиниця в  Тауразькому повіті  Литви.

## Населення
'За місцем проживання:' 
- Міське — 6 281 (19,90 %)
- Сільське — 25 289 (80,10 %)

 'За статевою ознакою:' 
- Чоловіки — 15 333 (48,57 %)
- Жінки — 16 237 (51,43 %)

 'За віросповіданням:' 
- Католики — 30 224 (97,75 %)
- Атеїсти — 444 (1,44 %)
- Інші менш 0,5 %

По національності:
- Литовці — 31 432 (99,64 %)
- Інші менш 0,5 %

## Населені пункти
- 1 місто — Шилале;
- 7 містечок — Кальтіненай, Кведарна, Лаукува, Паюріс, Тяняняй, Упіна і Жвінгяй;
- 435 сіл.

Чисельність населення (2001):
- Шилале — 6 281
- Кведарна — 1 934
- Лаукува — 998
- Паюріс — 872
- Кальтіненай — 835
- Паюраліс — 633
- Шяудува — 436
- Вінгінінкай — 410
- Упину — 409
- Тяняняй — 369

## Староства
Район включає 14 староств:
- Бійотайське (лит. Bijotų seniūnija; адм. Центр: Бійотай)
- Біліонське (лит. Bilionių seniūnija; адм. Центр: Біліоніс)
- Дідкіемське (лит. Didkiemio seniūnija; адм. Центр: Дідкеміс)
- Жадейкяйське (лит. Žadeikių seniūnija; адм. Центр: Жадейкяй)
- Кальтіненайське (лит. Kaltinėnų seniūnija; адм. Центр: Кальтіненай)
- Кведарнське (лит. Kvėdarnos seniūnija; адм. Центр: Кведарна)
- Лаукувське (лит. Laukuvos seniūnija; адм. Центр: Лаукува)
- Палянтінське (лит. Palentinio seniūnija; адм. Центр: Палянтініс)
- Паюрісське (лит. Pajūrio seniūnija; адм. Центр: Паюріс)
- Тракседське (лит. Traksėdžio seniūnija; Шилале)
- Тяняняйське (лит. Tenenių seniūnija; адм. Центр: Тяняняй)
- Упінське (лит. Upynos seniūnija; адм. Центр: упину)
- Шилальське сільське (лит. Šilalės kaimiškoji seniūnija; адм. Центр: Шилале)
- Шилальське міське (лит. Šilalės miesto seniūnija; адм. Центр: Шилале)

## Відомі люди

### В районі народилися
- Сіпаріс, Юозас Вінцовіч (1894—1970) — актор театру і кіно, народний артист СРСР (1954)
- Норбертас Велюс (1938—1996) — фольклорист, професор, письменник.